# Le Mesnil-Véneron
Le Mesnil-Véneron település Franciaországban, Manche megyében. Lakosainak száma 108 fő (2022. január 1.). Le Mesnil-Véneron Graignes-Mesnil-Angot, Le Dézert és Saint-Jean-de-Daye községekkel határos.

## Népesség
A település népességének változása:
| Lakosok száma | 102  | 99   | 97   | 82   | 122  | 128  | 123  | 112  | 111  | 108  |
|               | 1968 | 1982 | 1990 | 2006 | 2013 | 2015 | 2017 | 2019 | 2020 | 2022 |